# غلين بلاكوود
غلين بلاكوود (بالإنجليزية: Glenn Blackwood)‏ هو لاعب كرة قدم أمريكية أمريكي، ولد في 23 فبراير 1957 في سان أنطونيو في الولايات المتحدة.

## وصلات خارجية
- غلين بلاكوود على موقع مرجع كرة القدم المحترفة.كوم (الإنجليزية)